# Lars-Christer Olsson
Lars-Christer Olsson (ur. 6 lutego 1950 w Lövestadzie) – szwedzki piłkarz i działacz piłkarski.

## Kariera piłkarska
Lars-Christer Olsson grał w klubach: Bjärreds IF i GIF Nike.

## Kariera działacza
Lars-Christer Olsson po zakończeniu kariery piłkarskiej oraz ukończeniu studiów z zakresu zarządzania sportem i rekreacją na Uniwersytecie w Lund, rozpoczął swoją pierwszą pracę w Lund, potem w 1979 roku przeniósł się do regionu Skania, gdzie pracował jako dyrektor generalny w tamtejszym Związku Piłki Nożnej.
Po ukończeniu studiów z zakresu zarządzania biznesem na Uniwersytecie w Lund rozpoczął pracę konsultanta w firmie informatycznej, potem został najpierw w 1990 roku sekretarzem generalnym w Szwedzkich Zawodowych Ligach Piłkarskich, potem w 1991 roku został mianowany przez nowo wybranego prezesa Szwedzkiego Związku Piłki Nożnej – Larsa-Åkego Lagrella na sekretarza generalnego w tej organizacji. W 1992 roku był dyrektorem mistrzostw Europy 1992 w Szwecji.
W 2000 roku przeprowadził się szwajcarskiego Nyonu, gdzie rozpoczął pracę w UEFA jako dyrektor ds. profesjonalnej piłki nożnej i marketingu oraz dyrektor generalny, gdzie odpowiadał za najważniejsze rozgrywki zawodowe tej organizacji, takie jak, m.in.: mistrzostwa Europy, Liga Mistrzów. Od 7 listopada 2003 roku do 1 lutego 2007 roku pełnił funkcję dyrektora wykonawczego UEFA, po czym został zastąpiony przez Szwajcara Gianniego Infantino.
W 2011 roku wrócił do Szwecji jako prezes oraz członek zarządu mniejszych firm lub start-upów. W 2012 roku został prezesem Szwedzkich Zawodowych Lig Piłkarskich, w którym współpracował w projekcie pt. "Nordics Best League", w którym Olsson uczestniczył od 2008 roku, a niedługo potem wiceprezesem Szwedzkiego Związku Piłki Nożnej. W 2016 roku został prezesem Europejskich Zawodowych Lig Piłkarskich z siedzibą w Nyonie, natomiast w lutym 2018 roku został ich przedstawicielem w Komitecie Wykonawczym UEFA.
W październiku 2020 roku postanowił przejść na emeryturę.